# Connie Kay
Conrad Henry Kirnon (Tuckahoe, 27 de abril de 1927 - Nova Iorque, 30 de novembro de 1994) foi um baterista de jazz norte-americano.